# Stanley Fuller

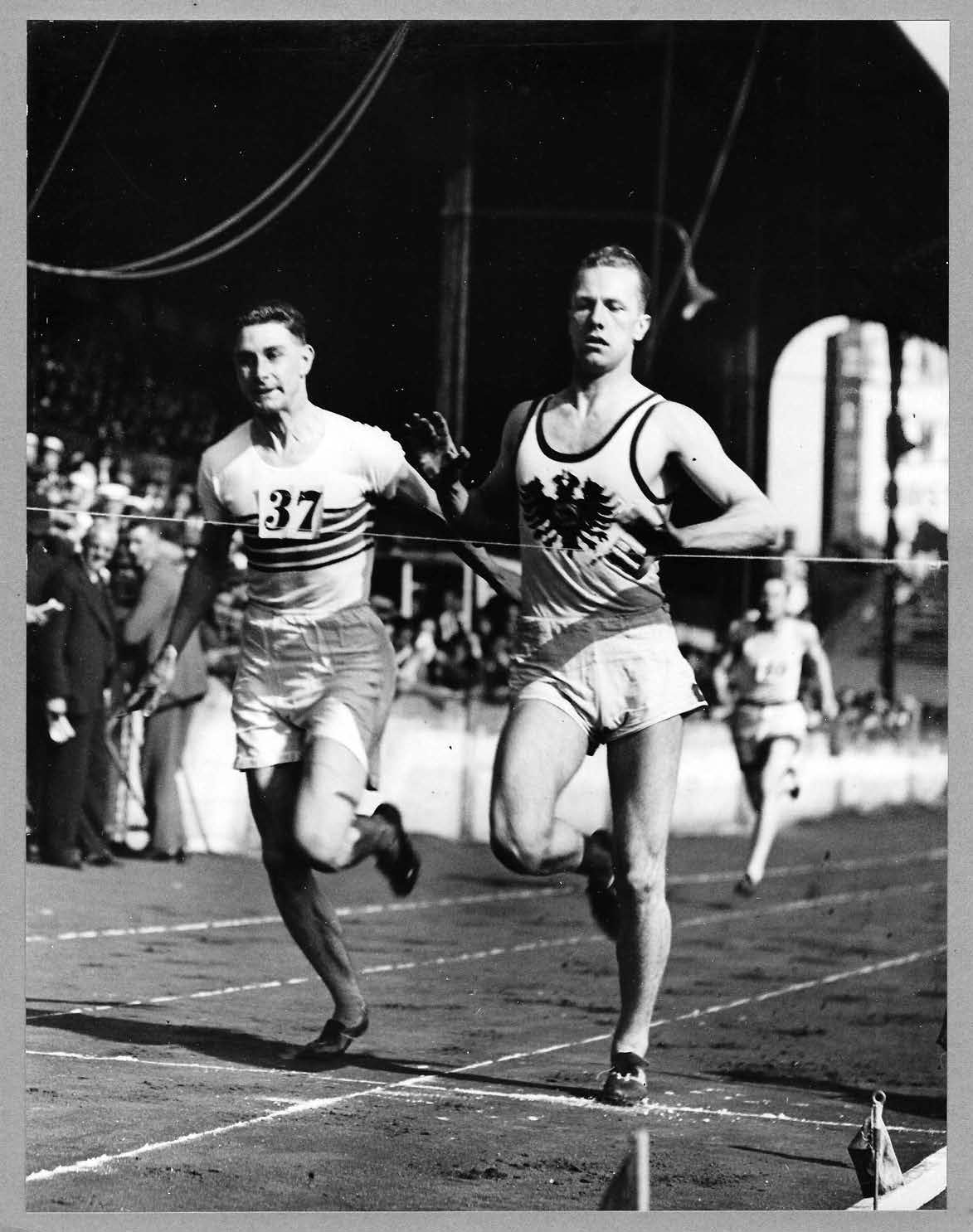
Stanley Charles Fuller (links)

Stanley Fuller (Stanley Charles Fuller; * 13. Oktober 1907 in Norwich; † 3. Januar 1988 in Great Yarmouth) war ein britischer Sprinter.
Bei den Olympischen Spielen 1932 in Los Angeles wurde er Sechster in der 4-mal-100-Meter-Staffel. Über 100 m schied er im Vorlauf und über 200 m im Viertelfinale aus.